# Sejerø Sogn
Sejerø Sogn ist eine Kirchspielsgemeinde (dän.: Sogn) auf der gleichnamigen dänischen Insel Sejerø.
Bis 1970 gehörte sie zur Harde Skippinge Herred im damaligen Holbæk Amt, danach zur Bjergsted Kommune im Vestsjællands Amt, die wiederum im Zuge der Kommunalreform zum 1. Januar 2007 in der erweiterten Kalundborg Kommune in der Region Sjælland aufgegangen ist.

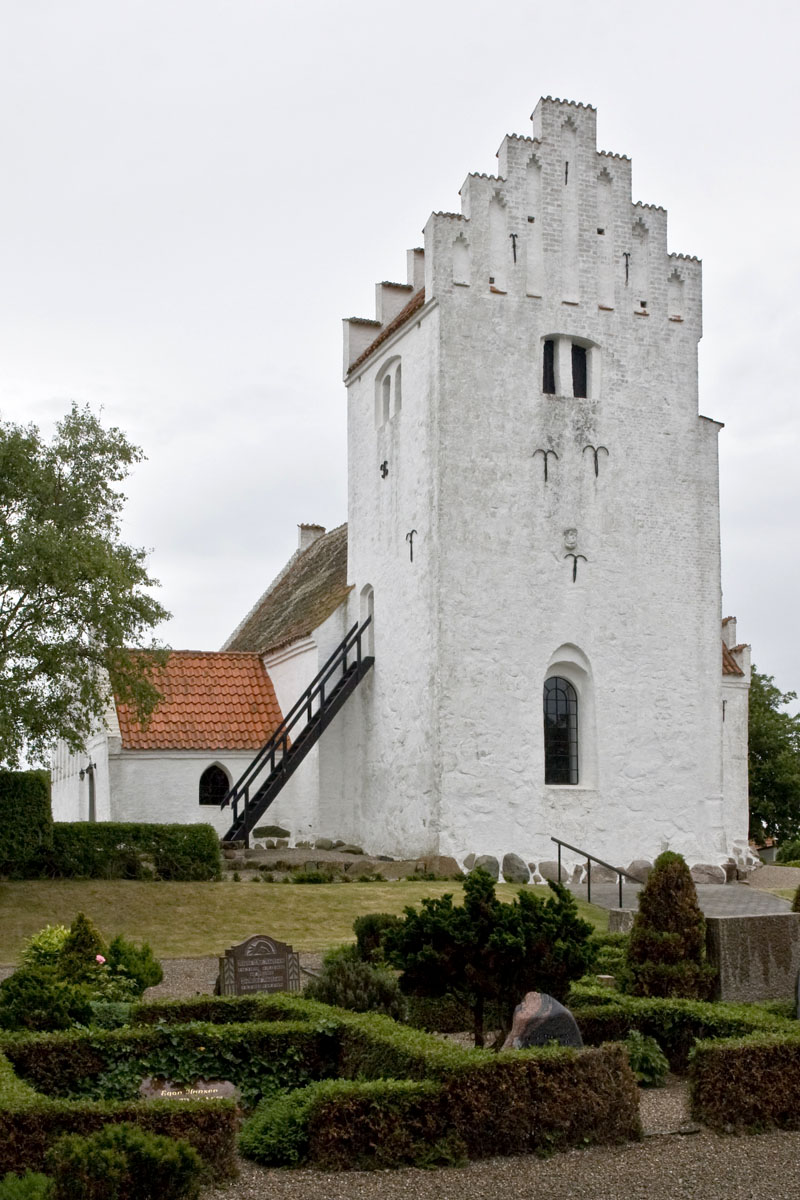
Sejerø Kirke

Am 1. Januar 2023 lebten im Kirchspiel 328 Einwohner, davon weniger als 200 in der Ortschaft Sejerby. Die „Sejerø Kirke“ liegt auf dem Gebiet der Gemeinde.